# Rarahu
Rarahu Berland, 1929 è un genere di ragni appartenente alla famiglia Salticidae.

## Etimologia
Questo nome è stato adottato da Berland dal titolo omonimo di un libro di Pierre Loti, pubblicato nel 1880; a sua volta, Loti, pare abbia preso il termine dalla rara parola tahitiana rarahu che, fra i suoi significati, annovera quello di mangiare cibo tapu (cultura polinesiana); potrebbe anche aver preso il termine dal vulcano Rano Raraku, che è poco lontano, con una piccola variazione consonantica.

## Distribuzione
L'unica specie nota di questo genere è endemica delle Isole Samoa.

## Tassonomia
In un suo studio l'aracnologo Roewer chiama questo genere col nome Rarahua: è da considerarsi un errore di scrittura.
A maggio 2010, si compone di una sola specie:
- Rarahu nitida Berland, 1929[3] — Isole Samoa